# Ben Chavis, les dix de Wilmington
Pour plus de détails, voir Fiche technique et Distribution.

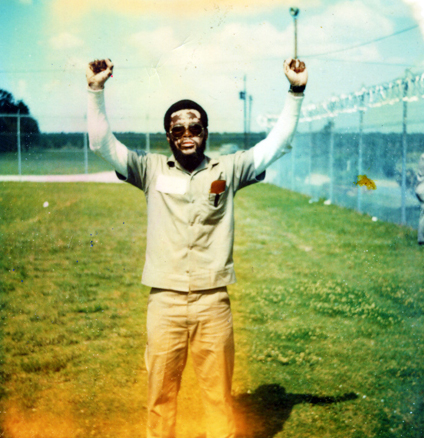
Un des 10 de Wilmington, en prison, en juin 1976.

Ben Chavis, les dix de Wilmington est un documentaire français de Jean-Daniel Simon sorti en 1977.
Il est nommé au César du meilleur court métrage documentaire.

## Synopsis

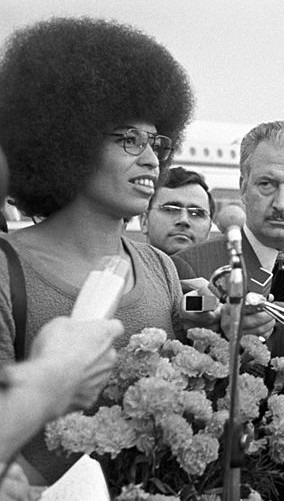
Angela Davis en 1972.

Ce documentaire est consacré à une affaire judiciaire américaine dite des dix de Wilmington, où dix accusés (une jeune femme blanche et neuf noirs dont un militant des droits civiques, le pasteur Ben Chavis) ont été condamnés par une cour de Caroline du Nord sur la base d'un dossier léger et de dépositions, dont les auteurs se sont en partie rétractés depuis. Ce documentaire a été réalisé par Jean-Daniel Simon, avec la participation d'Angela Davis. Il comprend un entretien réalisé avec Ben Chavis, dans la prison où il est détenu,. 
La décision judiciaire déclarant les accusés coupables et les condamnant à l'emprisonnement avait été considérée par l'organisation Amnesty International comme un exemple de persécution politique aux États-Unis. Le président américain Jimmy Carter était intervenu en faveur de Ben Chavis, et le ministère de la Justice américain s'était lui aussi adressé à la Cour de Caroline du Nord en relevant les questions qui se posaient et en encourageant un réexamen de cette affaire. Ben Chavis a été libéré en décembre 1979, après quatre ans de prison, placé en liberté surveillée, comme les autres personnes emprisonnées, puis libérés également quelques mois avant lui,. Ultérieurement, la gouverneure Beverly Perdue en 2012 gracie les dix de Wilmington.

## Fiche technique
- Interviews : Claude May
- Image : Jacques Boumendil
- Son : Dominique Dalmasso
- Montage : Nedjma Scialom

Anglais doublé en français :
- Voix française du Pasteur Ben Chavis : Med Hondo
- Voix française d'Angela Davis : Marpessa Dawn

Lieux de consultation : Ciné-Archives, Archives françaises du film du CNC, Archives départementales de Seine-Saint-Denis